# Albariza
La albariza es un tipo de suelo que cubre las campiñas de Montilla-Moriles y el Marco de Jerez. A veces se denominan "las afuera"

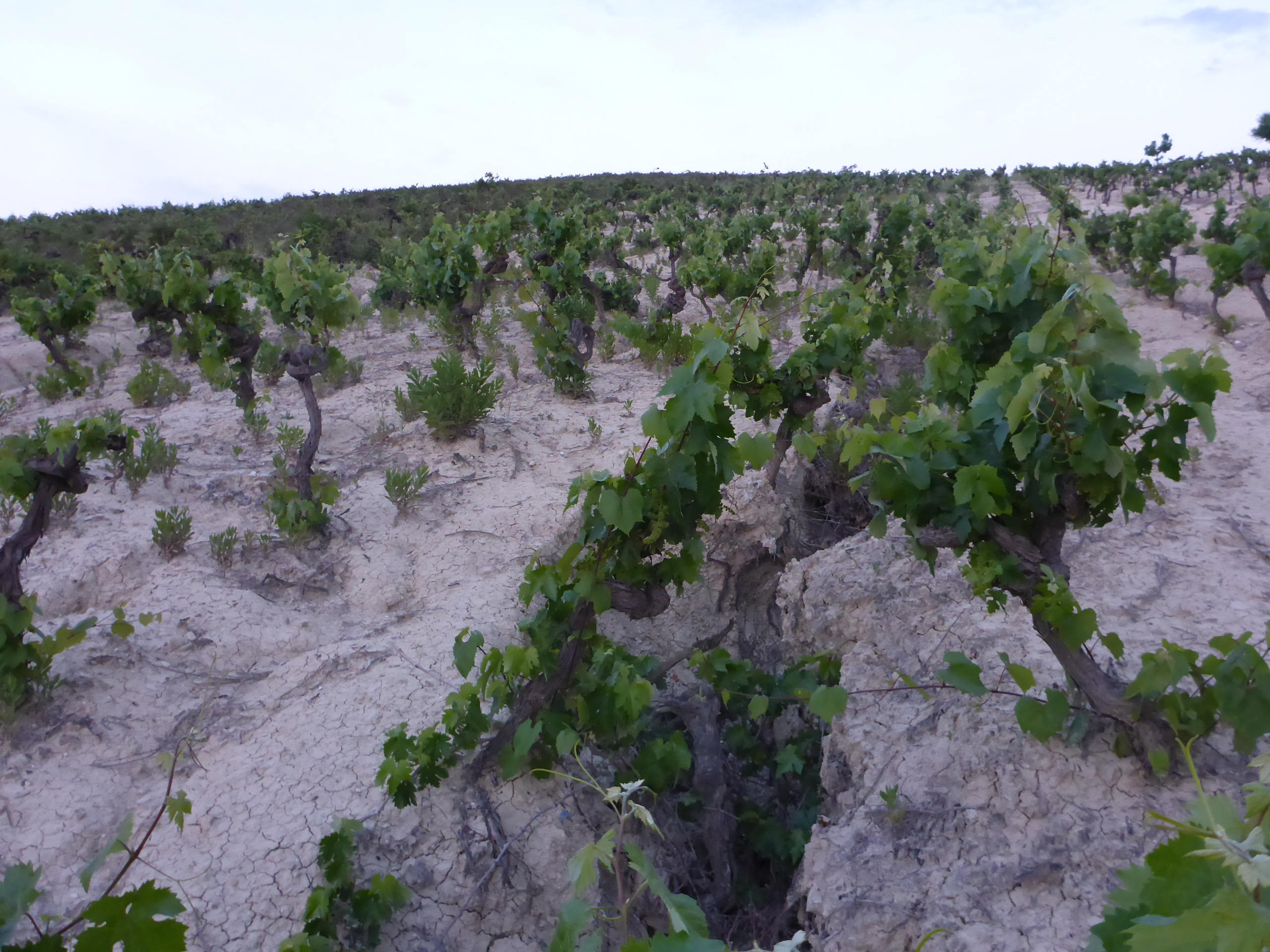
Viñedos en albariza

## Características
Es una marga compuesta principalmente por carbonato cálcico, arcilla y fósiles marinos. El alto contenido en carbonato calcio y fósiles le da propiedades similares a la creta. Retiene la humedad en el subsuelo y la libera lentamente, permitiendo el cultivo en meses secos, especialmente en verano, durante la época del crecimiento y maduración de la uva. Su intenso color blanco refleja una gran cantidad de energía, que es aprovechada por la viña.     
Es una tierra de color blanquecino, que se compacta formando pedruscos que permiten que el agua procedente de las cortas pero intensas lluvias de la región se quede en el subsuelo a varios metros de profundidad durante todo el año. Permitiendo de este modo, la crianza de las uvas palomino, pedro ximénez y moscatel.
La albariza tiene un alto valor en viticultura porque confiere al vino, concretamente al Jerez, sus características más notables. Los vinos de viñedos en albariza están clasificados como Jerez Superior.  